# N-633
L'autoroute N-633 est une courte antenne autoroutière urbaine de 1,6 km environ qui relie la BI-631 (Bilbao - Mungia) à l'Aéroport international de Bilbao au nord de la ville.
Elle est composée de 1 échangeur jusqu'à l'aéroport et permet d'accéder directement à l'Aéroport international de Bilbao depuis la Rocade Nord de Bilbao.

## Tracé
- Elle se détache de la BI-631 5,6 km après la bifurcation avec la Rocade Nord de Bilbao (N-637).
- Elle traverse les zones industrielles de l'aéroport avant de desservir les terminaux.

## Sorties
| Numéro de la sortie | Nom de la sortie                            | Bifurcation |
| ------------------- | ------------------------------------------- | ----------- |
|                     | Bilbao - Bilbao-Avenida Zumalcaregui Mungia | BI-631      |
| 01                  | Zabaloetxe - Gautegiz Arteaga               | BI-3707     |
|                     | Aéroport international de Bilbao            |             |